# PrimeFaces
PrimeFaces es una biblioteca de componentes para JavaServer Faces (JSF) de código abierto que cuenta con un conjunto de componentes enriquecidos que facilitan la creación de las aplicaciones web. Primefaces está bajo la licencia de Apache License V2.  Una de las ventajas de utilizar Primefaces, es que permite la integración con otros componentes como por ejemplo RichFaces.

## Propiedades
- Conjunto de componentes ricos (Editor de HTML,  autocompletar, cartas, gráficas o paneles, entre otros).
- Soporte de ajax con despliegue parcial, lo que permite controlar qué componentes de la página actual se actualizarán y cuáles no.
- 25 temas prediseñados
- Componente para desarrollar aplicaciones web para teléfonos móviles, especiales para iPhones, Palm, Android y teléfonos móviles Nokia.

## Versiones
- Primefaces 1: Trabaja con JSF 1.2
- Primefaces 2: Trabaja con JSF 2

## Pros y Contras
En cuanto a la experiencia de los usuarios finales los componentes de Primefaces son amigables al usuario además que cuentan con un diseño innovador.
Pero en lo que respecta al programador, es que sus desarrolladores no respetan un principio básico del desarrollo de componentes: la compatibilidad hacia  atrás, es decir, un componente de una nueva versión de Primefaces por lo general no es compatible al 100% con una aplicación desarrollada con la versión previa a la misma[cita requerida]